# 한국공공디자인학회
사단법인 한국공공디자인학회는 공공디자인과 관련된 제반 학술 및 연구, 교육활동 등을 수행하고, 관민산학간 협력을 통하여 한국의 공공디자인 발전 도모를 목적으로 2005년 12월 3일 창립된 후, 2006년 2월 24일 법인설립이 허가된 대한민국 문화체육관광부 소관의 사단법인이다. 
KCI(한국학술지인용색인)의 등재후보학술지 '공공디자인연구(Journal of Public Design)'를 연 4회 발간(3,6,9,12월)하고 있고, 국가 제1, 2차 공공디자인 진흥 종합계획 및 서울시 공공디자인진흥계획, 서울시 경관계획 등 국내에서 공공디자인 관련 최다 연구실적을 보유하고 있으며 정부 및 공공기관의 '공공디자인 컨설팅'과 문체부 주최 공공디자인 포럼 및 여러 지자체들의 세미나 참여, 지자체 및 공공기관과 함께 공공디자인 교육 및 현장답사, 해외탐방 등을 활발히 수행하고 있다. 
(사)한국디자인단체총협의회의 회원 학회이며, (사)한국도시디자인학회, (사)한국해양디자인학회, 한국디자인리서치학회 등 여러 학회들과 함께 매년 국제전시 및 세미나를 함께 개최하고 있다.    
사무실은 서울특별시 성동구 한양대학교 사이버2관 412호에 있다.
영문명칭은 KSPD, KOREAN SOCIETY OF PUBLIC DESIGN이다.

## 주요 사업
- 공공디자인에 관한 연구 및 전문학술지 발간
- 연구성과 및 프로젝트 등에 대한 연구보고서, 교육.홍보 자료, 관련도서의 발간
- 학술대회, 세미나, 포럼 및 강연회, 답사회, 전시회 등의 주최, 주관 또는 운영
- 국내 외 관계기관 및 기업, 단체와의 학술 및 교육, 자문, 컨설팅, 기획 등 협력사업
- 공공디자인의 품격 제고 및 확산을 위한 평가 및 심의, 포상 및 인증 업무
- 공공디자인에 관한 학술 및 디자인, 기술, 실험 및 시범제작.설치 등 용역 및 사업, 연구소 운영
- 회원 상호간의 권익옹호와 친목도모에 관한 사업
- 기타 학회의 목적달성에 필요한 사업

## 학회장
- 현재 학회장 : 9대 학회장(2023.4.13.~2026.4.13.) 최성호, 한양사이버대학교 건축공간디자인학과 교수
- 편집위원장 : 장영호, 홍익대학교 산업미술대학원 공공디자인전공 교수
- 명예 회장 : 권영걸, 전 서울대학교 교수

## 학회 사무국 연락처
- 02-877-1815
- (04763)서울시 성동구 왕십리로, 한양대학교 서울캠퍼스 사이버2관 402호
- publicdesign@naver.com